# 워크 잇 (영화)
《워크 잇》(영어: Work It)은 2020년에 넷플릭스에서 방영한 미국의 영화이다.

## 캐스팅
- 사브리나 카펜터 : 퀸 애커만 역
- 조던 피셔 : 제이크 테일러 역
- 키넌 론즈데일 : 줄리어드 펨브룩 역
- 미셸 부토 : 베로니카 라미레즈 역
- 라이자 코시 : 재스 역
- 드류 레이 태너 : 찰리 역
- 페이튼 마이어
- 나오미 스니쿠스 : 마리아 애커만 역